# ليونغ كا هاي
ليونغ كا هاي (بالصينية: 梁家希) هو لاعب كرة قدم صيني في مركز ظهير ‏، ولد في 12 أبريل 1993 في البرازيل. لعب مع نادي سون هي ونادي كيتشي.

## وصلات خارجية
- ليونغ كا هاي على موقع Soccerway.com (الإنجليزية)